# Группа галактик Центавр A/M83
Группа галактик Центавр A/M83 — группа галактик в созвездии Гидры, Центавра и Девы. Группу можно условно разделить на две подгруппы. В центре Подгруппы Cen A, находящейся на расстоянии 11,9 млн световых лет (3.66 Мпк), расположена галактика Центавр A, одна из ближайших к нам радиогалактик. В центре подгруппы M83, находящейся на расстоянии 14,9 млн световых лет (4,56 Мпк), расположена спиральная галактика Мессье 83.
Иногда группу считают единой, иногда рассматривают её как две группы. Следовательно, некоторые авторы ссылаются на два объекта, называемых Группа Центавра A и Группа M83. Однако галактики вокруг Центавра А и галактики вокруг M83 близки друг к другу, и, как считается, обе группы практически не движутся относительно друг друга.
Группа Центавр A/M83 является частью Сверхскопления Девы, в которое также входит Местная группа.

## Галактики группы

### Идентификация галактик группы

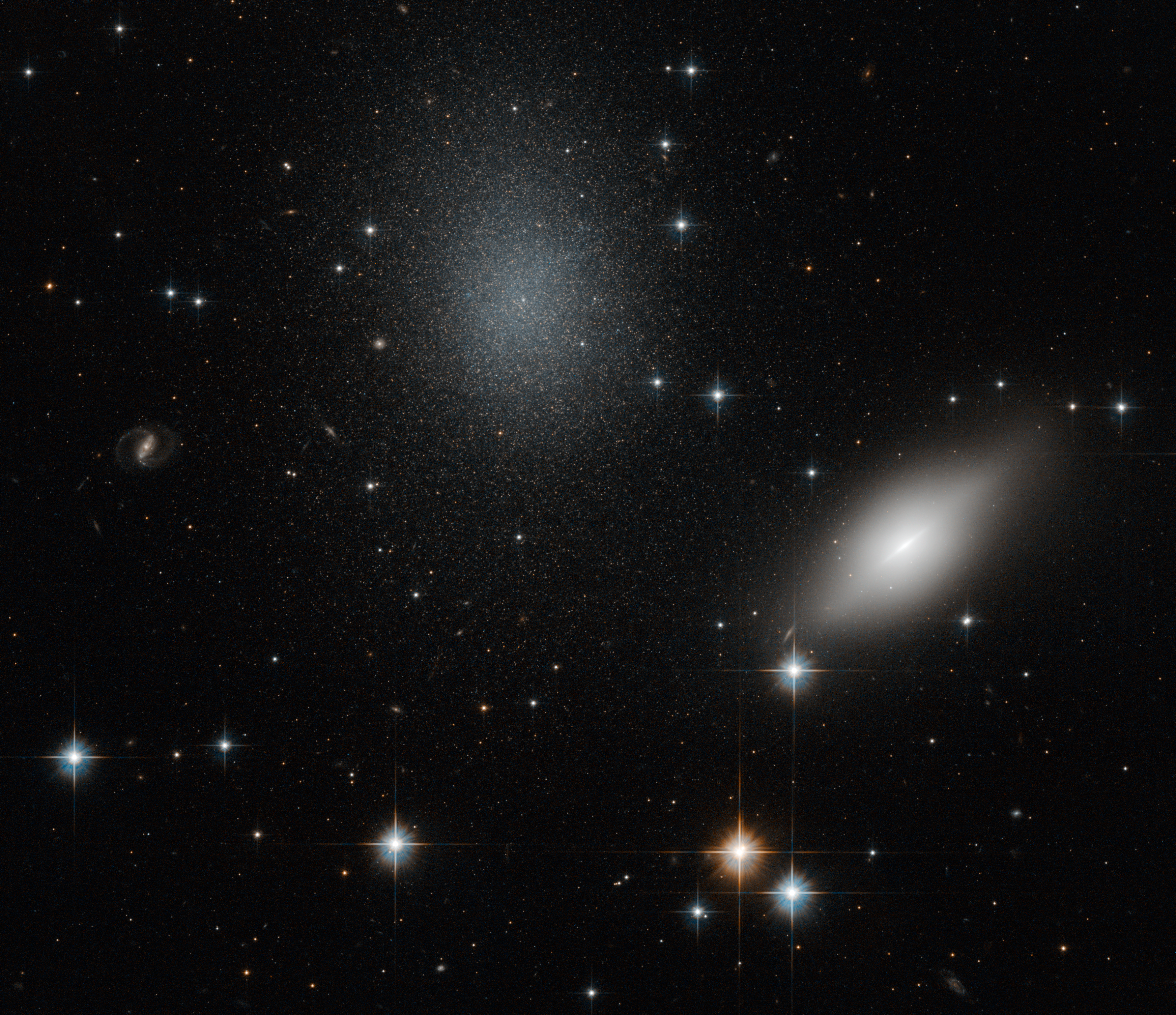
Галактики NGC 5011B и NGC 5011C.

Наиболее яркие представители группы были выделены при первых обзорах групп галактик. Однако многие карликовые галактики группы были обнаружены только при более тщательном исследовании. В рамках одного из исследований было обнаружено 145 слабых объектов на оптических изображениях, полученных на телескопе UK Schmidt Telescope, затем эти объекты наблюдались в линиях излучения водорода в обсерватории Паркса, а также в обсерватории Сайдинг-Спринг. Было обнаружено 20 карликовых галактик, принадлежащих группе. Обзор HIPASS, радиообзор неба в линиях водорода, помог обнаружить пять не внесённых ранее в каталоги объектов группы, а также отнести пять ранее известных галактик к данной группе. В рамках обзора HIDEEP — более интенсивного радиообзора в линиях водорода для меньшей области неба — еще одна карликовая галактика была отнесена к данной группе. Позднее в нескольких обзорах в оптическом диапазоне было обнаружено 20 новых объектов, предположительно относящихся к группе.В 2007 году было установлено, что галактика NGC 5011C принадлежит данной группе. Несмотря на то, что эта галактика хорошо известна, неопределённость измерения координат и красного смещения приводили к сложностям в установлении принадлежности галактики группе.

### Список галактик, входящих в группу
В представленной ниже таблице указаны галактики, принадлежность которых группе Центавр A/M83 установлена И.Д. Караченцевым и коллегами. Отметим, что Караченцев разделил группу на две подгруппы, имеющие центры в галактиках Центавр A и M83.
| Название             | Тип     | R.A. (J2000)  | Dec. (J2000)   | Красное смещение (км/с) | Видимая звёздная величина |
| -------------------- | ------- | ------------- | -------------- | ----------------------- | ------------------------- |
| Cen 7                | Sph     | 13ч 11м 13.8с | −38° 53′ 56″   |                         | 17.3                      |
| Cen N                |         | 13ч 48м 09.1с | −47° 33′ 54″   |                         | 17.5                      |
| Центавр A (NGC 5128) | S0 pec  | 13ч 25м 27.6с | −43° 01′ 09″   | 547 ± 5                 | 7.8                       |
| Centaurus A-dE1      | dSph    | 13ч 12м 45.2с | −41° 49′ 57″   |                         | 19.3                      |
| Centaurus A-dE3      | dE      | 13ч 46м 00.8с | −36° 19′ 44″   |                         | 17.1                      |
| HIPASS J1337-39      | Im      | 13ч 37м 25.3с | −39° 53′ 48″   | 492 ± 4                 | 16.5                      |
| HIPASS J1348-37      |         | 13ч 48м 47.0с | −37° 58′ 29″   | 581 ± 8                 | 16.9                      |
| HIPASS J1351-47      |         | 13ч 51м 12.0с | −46° 58′ 12.9″ | 529 ± 6                 |                           |
| KKs 51               | E/Sph   | 12ч 44м 21.5с | −42° 56′ 23″   |                         | 16.7                      |
| KKs 55               | Sph     | 13ч 22м 12.8с | −42° 43′ 41″   |                         | 18.5                      |
| KKs 57               | Sph     | 13ч 41м 38.1с | −42° 34′ 55″   |                         | 18.1                      |
| LEDA 166152          | dI      | 13ч 05м 02.1с | −40° 04′ 58″   | 617 ± 4                 | 16.3                      |
| LEDA 166167          | dI/dSph | 13ч 27м 27.8с | −45° 21′ 10″   |                         | 18                        |
| LEDA 166172          | dSph    | 13ч 43м 36.0с | −43° 46′ 11″   |                         | 18.5                      |
| LEDA 166175          | dSph    | 13ч 46м 16.8с | −45° 41′ 05″   |                         | 19.2                      |
| LEDA 166179          | dSph    | 13ч 48м 46.4с | −46° 59′ 46″   |                         | 18                        |
| NGC 4945             | SB(s)cd | 13ч 05м 27.5с | −49° 28′ 06″   | 563 ± 3                 | 9.3                       |
| NGC 5102             | SA0     | 13ч 21м 57.6с | −36° 37′ 49″   | 468 ± 2                 | 10.4                      |
| NGC 5206             | SB(r)0  | 13ч 33м 44.0с | −48° 09′ 04″   | 571 ± 10                | 11.6                      |
| NGC 5237             | I0      | 13ч 37м 39.0с | −42° 50′ 49″   | 361 ± 4                 | 13.2                      |
| PGC 45104            | IABm    | 13ч 03м 33.6с | −46° 35′ 06″   |                         |                           |
| PGC 45717            | I0 pec  | 13ч 10м 32.9с | −46° 59′ 27.3″ | 1853 ± 32               | 13.3                      |
| PGC 45916            | dE      | 13ч 13м 09.1с | −44° 53′ 24″   | 784 ± 31                | 14.1                      |
| PGC 46663            | IBm     | 13ч 21м 47.4с | −45° 03′ 42″   | 741                     | 16.1                      |
| PGC 46680            | Im      | 13ч 22м 02.0с | −42° 32′ 07″   |                         | 16.6                      |
| PGC 47171            | IABm    | 13ч 27м 37.4с | −41° 28′ 50″   | 516 ± 3                 | 12.9                      |
| PGC 48515            | dE      | 13ч 42м 05.6с | −45° 12′ 18″   |                         | 17.6                      |
| PGC 48738            | IB(s)m  | 13ч 45м 00.5с | −41° 51′ 40″   | 545 ± 2                 | 14.0                      |
| PGC 49615            | dS0/Im  | 13ч 57м 01.4с | −35° 19′ 59″   | 561 ± 32                | 14.8                      |

| Название          | Тип     | R.A. (J2000)  | Dec. (J2000) | Красное смещение (км/с) | Видимая звёздная величина |
| ----------------- | ------- | ------------- | ------------ | ----------------------- | ------------------------- |
| AM 1321-304       | dIm     | 13ч 24м 36.2с | −30° 58′ 19″ | 487 ± 1                 | 16.7                      |
| Centaurus A-dE2   | dE/Im   | 13ч 21м 32.4с | −31° 53′ 11″ |                         | 17.6                      |
| Centaurus A-dE4   | dSph    | 13ч 46м 40.4с | −29° 58′ 41″ |                         | 19.                       |
| HIDEEP J1336-3321 |         | 13ч 36м 56.1с | −33° 21′ 23″ | 591                     | 17.3                      |
| IC 4247           | S       | 13ч 26м 44.4с | −30° 21′ 45″ | 274 ± 65                | 14.4                      |
| IC 4316           | IBm pec | 13ч 40м 18.4с | −28° 53′ 32″ | 674 ± 53                | 15.0                      |
| KK 208            | dI      | 13ч 36м 35.5с | −29° 34′ 17″ | 381                     | 14.3                      |
| LEDA 166163       | dI      | 13ч 21м 08.2с | −31° 31′ 45″ | 571 ± 3                 | 17.1                      |
| LEDA 166164       | dSph    | 13ч 22м 56.2с | −33° 34′ 22″ |                         | 17.6                      |
| M83               | SAB(s)c | 13ч 37м 00.9с | −29° 51′ 57″ | 513 ± 2                 | 8.2                       |
| NGC 5253          | Im pec  | 13ч 39м 55.9с | −31° 38′ 24″ | 407 ± 3                 | 10.9                      |
| NGC 5264          | IB(s)m  | 13ч 41м 36.7с | −29° 54′ 47″ | 478 ± 3                 | 12.6                      |
| PGC 47885         |         | 13ч 35м 08.1с | −30° 07′ 03″ | 13848                   | 15.8                      |
| PGC 48111         | Im      | 13ч 37м 20.0с | −28° 02′ 42″ | 587 ± 3                 | 15.0                      |
| UGCA 365          | Im      | 13ч 36м 31.1с | −29° 14′ 06″ | 573 ± 1                 | 15.4                      |

Также, вероятно, к Подгруппе Центавра A принадлежат ESO 219-010, PGC 39032 и PGC 51659; к Подгруппе M83 могут относиться ESO 381-018, NGC 5408 и PGC 43048. Хотя HIPASS J1337-39 в более позднем списке значилась как возможный представитель Подгруппы M83, дальнейшие исследования показали, что она входит в состав подгруппы.
Saviane и Jerjen обнаружили, что NGC 5011C обладает красным смещением в оптике 647 км/с, поэтому с большей вероятностью принадлежит группе Центавра A, а не к более далёкому скоплению галактик Центавра, как считалось с 1983 года.